# Punta Arenas
Punta Arenas är en stad i Chile samt huvudstad i regionen Magallanes y de la Antártica Chilena. Folkmängden uppgick till omkring 127 000 invånare (2012) vilket gör staden till världens sydligaste med över 100 000 invånare. Punta Arenas ligger längs med Magellans sund på Brunswickhalvön i chilenska Patagonien. 
Punta Arenas grundades 1843. Staden blomstrade upp i samband med ångfartygens tillkomst, när den svåra passagen genom Magellans sund började kunna utnyttjas. Innan Panamakanalen invigdes 1914 hade Punta Arenas den största hamnen för båttrafik mellan Atlanten och Stilla havet. År 1928 bytte staden namn till Magallanes, men bytte 1938 tillbaka till Punta Arenas.

## Klimat
Punta Arenas ligger på södra halvklotet, nära Sydamerikas sydspets, och har kalendarisk sommar från december till mars och kalendarisk vinter från juni till september. Med Köppens klimatklassificering definieras Punta Arenas klimat som Cfc, vilket innebär subpolärt oceaniskt klimat med svala korta somrar och nederbörd året runt.  Den i genomsnitt varmaste månaden är januari med en högsta medeltemperatur på nära 15°C. Den första snön brukar komma i maj eller i juni. Den kallaste månaden är juli med en lägsta medeltemperatur på omkring -1°C. Klimatet kan, liksom hos många andra städer i närområdet, jämföras med det på Island eller Färöarna.
Värmerekordet är 27° och köldrekordet är -14,2°.
|                                            | Jan | Feb | Mar | Apr | Maj | Jun | Jul | Aug | Sep | Okt | Nov | Dec |
| ------------------------------------------ | --- | --- | --- | --- | --- | --- | --- | --- | --- | --- | --- | --- |
| Normaldygnets maximitemperaturs medelvärde | 15  | 14  | 13  | 10  | 7   | 4   | 4   | 6   | 8   | 11  | 12  | 14  |
| Normaldygnets minimitemperaturs medelvärde | 7   | 6   | 5   | 4   | 1   | 0   | −1  | 0   | 2   | 3   | 4   | 6   |
|                                            |     |     |     |     |     |     |     |     |     |     |     |     |
| Nederbörd                                  | 39  | 28  | 30  | 36  | 41  | 28  | 30  | 30  | 24  | 28  | 32  | 28  |

| Diagram | temperaturer i °C • månadsnederbörd i mm | temperaturer i °C • månadsnederbörd i mm | temperaturer i °C • månadsnederbörd i mm | temperaturer i °C • månadsnederbörd i mm | temperaturer i °C • månadsnederbörd i mm | temperaturer i °C • månadsnederbörd i mm | temperaturer i °C • månadsnederbörd i mm | temperaturer i °C • månadsnederbörd i mm | temperaturer i °C • månadsnederbörd i mm | temperaturer i °C • månadsnederbörd i mm | temperaturer i °C • månadsnederbörd i mm | temperaturer i °C • månadsnederbörd i mm |
|         | 39 15 7                                  | 28 14 6                                  | 30 13 5                                  | 36 10 4                                  | 41 7 1                                   | 28 4 0                                   | 30 4 -1                                  | 30 6 0                                   | 24 8 2                                   | 28 11 3                                  | 32 12 4                                  | 28 14 6                                  |

## Kända personer från Punta Arenas
- Gabriel Boric, Chiles president sedan 2022